# 秋山時夫
秋山 時夫（あきやま ときお、1950年 <昭和25年> - ）は、日本の地方公務員。福島県病院局長、同県企画調整部長、同県総務部長を歴任。瑞宝小綬章受章。

## 人物・経歴
同県田村郡小野町出身。福島県庁に入職し、2004年 (平成16年) 4月 同病院局長、2007年4月 同職を尾形幹男と交代し企画調整部長、2008年4月 同職を井上勉と交代し穴沢正行の後任として総務部長、2009年3月 赤城恵一を後任として同職退任、福島県庁辞職。
2016年9月 公立小野町地方綜合病院企業長就任。福島県退職公務員連盟年金部長。

## 栄典
2021年4月 令和3年春の叙勲で地方自治功労により瑞宝小綬章を受章。